# Divize E 2018/2019
V soubojích 28. ročníku Moravskoslezské divize E 2018/19 (jedna ze skupin 4. nejvyšší soutěže) se utkalo 16 týmů každý s každým dvoukolovým systémem podzim–jaro. Tento ročník začal v sobotu 4. srpna 2018 úvodními dvěma zápasy 1. kola a skončil v sobotu 15. června 2019 zbývajícími čtyřmi zápasy 29. kola (30. kolo bylo předehráno již ve středu 8. května 2019).

## Nové týmy v ročníku 2018/19
- Z MSFL 2017/18 sestoupilo do Divize E mužstvo 1. HFK Olomouc.
- Z Divize D 2017/18 přešlo mužstvo FK Šumperk.
- Z Přeboru Moravskoslezského kraje 2017/18 postoupilo vítězné mužstvo SK Dětmarovice a mužstva FC Slavoj Olympia Bruntál (2. místo) a FC Heřmanice Slezská (3. místo).
- Z Přeboru Zlínského kraje 2017/18 nepostoupilo žádné mužstvo.
- Z Přeboru Olomouckého kraje 2017/18 postoupilo mužstvo 1. FC Viktorie Přerov (3. místo).

## Nejlepší střečlec
Nejlepším střelcem ročníku se stal Tomáš Wojnar z MFK Havířov, který vstřelil 26 branek ve 29 startech.

## Konečná tabulka
| Poř. | Tým                           | Z  | V  | R | P  | VG | OG | B  |
| ---- | ----------------------------- | -- | -- | - | -- | -- | -- | -- |
| 1.   | FC TVD Slavičín               | 30 | 20 | 5 | 5  | 68 | 35 | 65 |
| 2.   | 1. BFK Frýdlant nad Ostravicí | 30 | 17 | 8 | 5  | 54 | 27 | 59 |
| 3.   | FK Nový Jičín                 | 30 | 17 | 7 | 6  | 68 | 36 | 58 |
| 4.   | SK Hranice                    | 30 | 14 | 8 | 8  | 71 | 43 | 50 |
| 5.   | SFC Opava „B“                 | 30 | 14 | 7 | 9  | 66 | 37 | 49 |
| 6.   | FK Bospor Bohumín             | 30 | 15 | 4 | 11 | 70 | 58 | 49 |
| 7.   | FC Slavoj Olympia Bruntál (N) | 30 | 13 | 8 | 9  | 46 | 41 | 47 |
| 8.   | FK Kozlovice                  | 30 | 14 | 5 | 11 | 49 | 39 | 47 |
| 9.   | MFK Havířov                   | 30 | 14 | 4 | 12 | 49 | 56 | 46 |
| 10.  | FC Vsetín                     | 30 | 11 | 5 | 14 | 48 | 53 | 38 |
| 11.  | FC Heřmanice Slezská (N)      | 30 | 10 | 8 | 12 | 56 | 69 | 38 |
| 12.  | SK Dětmarovice (N)            | 30 | 10 | 6 | 14 | 62 | 67 | 36 |
| 13.  | 1. HFK Olomouc (S)            | 30 | 8  | 6 | 16 | 39 | 59 | 30 |
| 14.  | FK Šumperk                    | 30 | 7  | 7 | 16 | 35 | 59 | 28 |
| 15.  | 1. FC Viktorie Přerov (N)     | 30 | 4  | 7 | 19 | 29 | 69 | 19 |
| 16.  | TJ Sokol Ústí                 | 30 | 2  | 5 | 23 | 24 | 86 | 11 |

- Z = Odehrané zápasy; V = Vítězství; R = Remízy; P = Prohry; VG = Vstřelené góly; OG = Obdržené góly; B = Body; (S) = Mužstvo sestoupivší z vyšší soutěže; (N) = Mužstvo postoupivší z nižší soutěže (nováček)

|  | Postup do MSFL 2019/20                            |
|  | Přechod do Divize F 2019/20                       |
|  | Sestup do Přeboru Moravskoslezského kraje 2019/20 |
|  | Sestup do Přeboru Olomouckého kraje 2019/20       |
|  | Sestup do Přeboru Zlínského kraje 2019/20         |